# غاريث أرمسترونغ
غاريث أرمسترونغ (بالإنجليزية: Gareth Armstrong)‏ (1 ديسمبر 1993 باسكتلندا في المملكة المتحدة - ) هو لاعب كرة قدم بريطاني في مركز الدفاع. لعب مع Troon F.C. ‏ ونادي آير يونايتد.

## وصلات خارجية
- غاريث أرمسترونغ على موقع قاعدة بيانات كرة القدم.إي يو (الإنجليزية)
- غاريث أرمسترونغ على موقع Soccerway.com (الإنجليزية)